# Карпенеа Алта (Виченца)
Карпенеа Алта је насеље у Италији у округу Виченца, региону Венето.
Према процени из 2011. у насељу је живело 52 становника. Насеље се налази на надморској висини од 358 м.